# Beklierde basterdwederik
Beklierde basterdwederik (Epilobium ciliatum, synoniem: Epilobium adenocaulon) is een overblijvende plant die behoort tot de teunisbloemfamilie (Onagraceae).
De plant komt oorspronkelijk uit Noord-Amerika, in Nederland komt de soort vrij algemeen voor.

## Kenmerken
De plant wordt 20 tot 90 cm hoog. De paars tot roze bloemen bloeien van juni tot augustus. De vrucht is een doosvrucht.
De beklierde basterdwederik komt voor op vochtige, voedselrijke bodems.